# 津山中央病院
津山中央病院（つやまちゅうおうびょういん）は、岡山県津山市川崎にある医療機関。一般財団法人津山慈風会が運営する病院である。

## 沿革
- 1953年（昭和28年）10月 財団法人津山慈風会発足。
- 1954年（昭和29年）7月 津山市二階町に開院。
- 1960年 （昭和35年）4月 津山中央高等看護学校開校。
- 1997年（平成9年）1月14日 岡山県災害拠点病院に指定[1]。
- 1997年（平成9年）12月1日 - 国立療養所津山病院の経営移譲を受け津山中央病院東分院開院。
- 1999年（平成11年）12月 二階町の施設を津山中央記念病院 、東分院を津山中央病院へ名称変更。大半の機能を現中央病院へ移設。
- 2000年（平成12年）2月 救命救急センター認可。
- 2005年（平成17年）1月 地域がん診療連携拠点病院指定。

## 診療科
- 内科
- 循環器科
- 小児科
- 外科
- 心臓血管外科
- 脳神経外科
- 整形外科
- 皮膚科
- 形成外科
- 産婦人科
- 泌尿器科
- 眼科
- 耳鼻咽喉科
- 麻酔科
- 歯科・歯科口腔外科
- リハビリテーション科
- 放射線科
- 救命救急センター
- 内視鏡センター

## 主な指定医療機関
- 保険医療機関
- 労災保険指定医療機関
- 指定自立支援医療機関（更生医療・育成医療・精神通院医療）
- 生活保護法指定医療機関
- 結核指定医療機関
- 指定養育医療機関
- DPC特定病院群
- 戦傷病者特別援護法指定医療機関
- 原子爆弾被害者医療指定医療機関
- 原子爆弾被害者一般疾病医療取扱医療機関
- 第二種感染症指定医療機関
- 公害医療機関
- 災害拠点病院
- へき地医療拠点病院
- 小児救急医療拠点病院
- 救命救急センター
- 臨床研修指定病院
- がん診療連携拠点病院
- エイズ治療拠点病院
- DPC対象病院
- 地域周産期母子医療センター

## 施設概要

### 病床
- 一般病棟  467床（NICU 6）
- 救命救急センター  20床（ICU 4、SCU 2、CCU 2、HCU 12）
- 結核病床  30床
- 感染病床  8床 
  - 合計  525床

### 併設施設
- 津山中央健康管理センター
- 津山中央ガン陽子線治療センター
- 津山中央居宅介護支援事業所
- 津山中央訪問看護ステーション
- 津山中央看護専門学校

### 附属施設
- 赤十字血液センター津山出張所
- ヘリポート
- 長期入院患者院内学級
- 院内保育所
- 外来患者用駐車場　300台

## 近隣の施設
- 津山市立津山東中学校
- イオンモール津山
- パナソニック 株式会社  デバイス事業グループ  津山工場
- 国道53号（国道179号・国道429号重複）
- JR姫新線・因美線 東津山駅

## 交通アクセス
- 津山駅よりごんごバス東循環線及び中鉄北部バス行方・小坂・勝間田駅前行きに乗車して「津山中央病院」で下車。
- 中国自動車道・津山ICより車で5分。

## 関連施設-併設施設
- 津山中央クリニック
- 津山中央記念病院

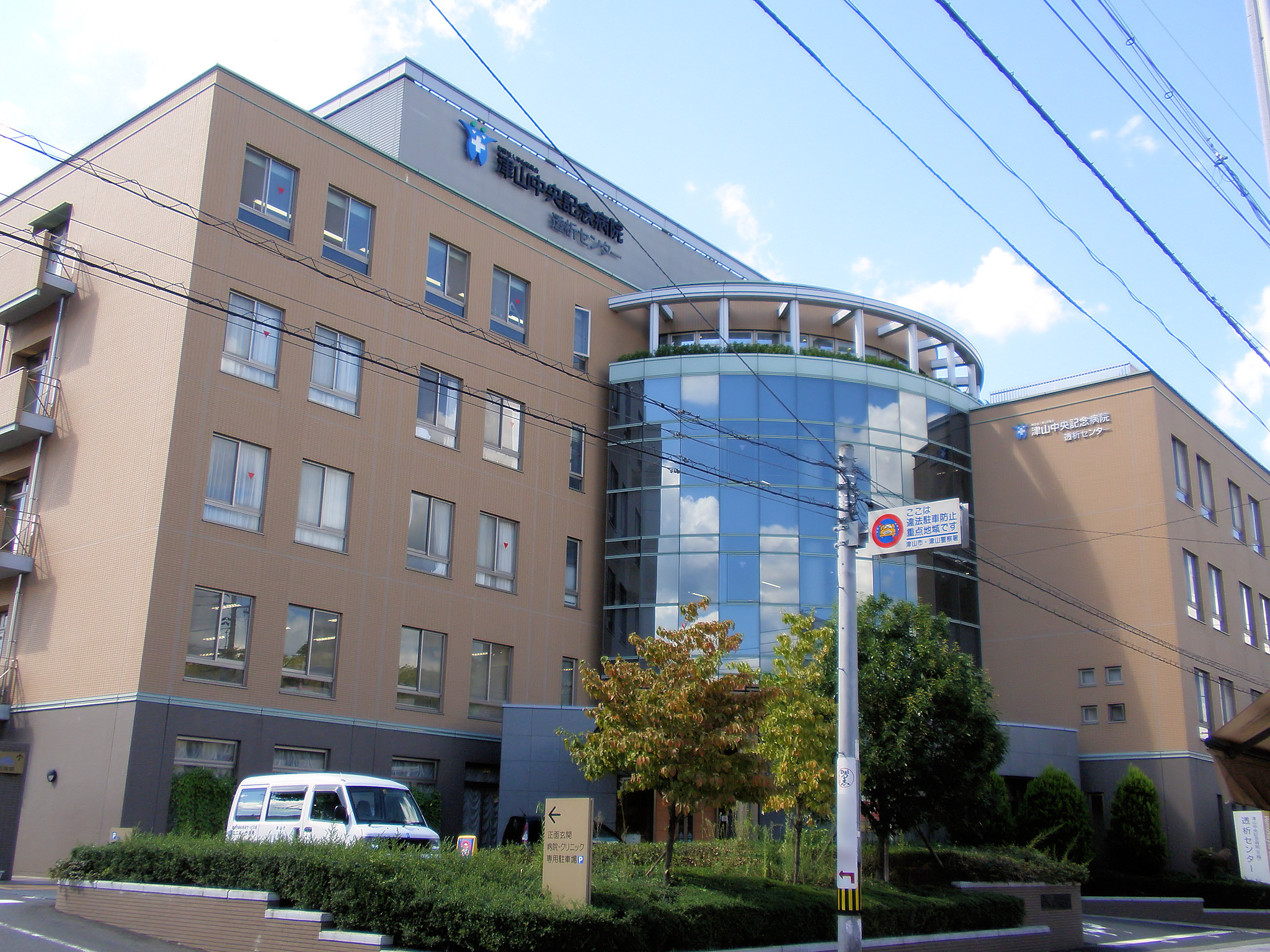
津山中央記念病院

- 岡山大学.津山中央病院共同ガン陽子線治療センター
- 津山中央病院健康管理センター
- フィットネス.スパ ガルヴァータ